# Pro Köln
Pro Köln är ett lokalt tyskt, nationalistiskt och antiislamistiskt parti som är representerat i stadsfullmäktige i Köln. 
En av partiets viktigaste frågor är att stoppa bygget av ett muslimskt center i stadsdelen Ehrenfeld. Andra paroller på partiets webbplats: ”Nej till böneutrop, Nej till huvuddukar, Nej till minareter, Kamp mot islamiseringen av Tyskland”. Partiprogrammet talar om stopp för allt ekonomiskt stöd till invandrarföreningar och asylsökande, renovering av ett gammalt krigsmonument och stängning av ett museum om nazitidens förbrytelser.
I början av maj 2009 arrangerade man en antiislamisk kongress i Köln, där även politiker från systerpartier i Belgien, Österrike, Frankrike, Italien och Spanien medverkade. 
Ett av syftena var att lägga grunden för "ett seriöst europeiskt högerparti".
Vid ett stort torgmöte vajade tyska, belgiska, franska och israeliska fanor.
En kvinnlig protestantisk präst från Schweiz förrättade förbön för staten Israel, som av dessa grupper ses som civilisationens sista utpost mot den muslimska världen. Detta har föranlett öppet avståndstagande från olika nazistiska grupper.